# Цветков, Александр Семёнович
Александр Семёнович Цветков (3.03.1895, Псковская г-я., Гдовский р-н, х. Щучка — 25.07.1965, Москва) — генерал-лейтенант (1954) СССР.

## Биография[1][2]
Александр Семёнович Цветков родился 3 марта 1895 года в хуторе Щучка Гдовского уезда Псковской губернии в семье служащих.
С 1915 года юнкер Владимирского военного училища. В 1916 году окончил училище, и поступил в офицерскую стрелковую школу, которую окончил в 1917 году младшим офицером стрелкового полка Русской императорской армии.
В 1918 году вступил в ВКП(б). С того же года в рядах РККА (место призыва — Перечский ВВК). 27 июня 1918 г. военрук волвоенкомата, уездный военком, командир пулемётного взвода 54-го стрелкового полка 6-й стрелковой дивизии 7-й армии.
С апреля 1919 года в дивизионной школе младшего командного состава. Сначала как командир пулемётного взвода, затем — помощник начальника школы, позже — начальник школы. С июня 1924 года — помощник командира 17-го стрелкового полка 6-й стрелковой дивизии.
В 1927 году с отличием окончил военную академию им. М. В. Фрунзе и получил должность начальника учебной части Омской пехотной школы.
В 1930 году поступил в адъюнктуру военной академии им. М. В. Фрунзе, после окончания которой остался преподавать в академии. Присвоено звание майора (05.12.1935). С 1937 года — старший преподаватель кафедры службы штабов, а затем начальник этой кафедры. В 1938 году присвоено звание полковника, с 05.02.1939 (№ 257) — комбрига, с 04.06.1940 (№ 945) — генерал-майора.
С августа 1941 года — начальник оперативного отдела Главного командования войск Северо-Западного направления. Затем — заместитель начальника штаба Ленинградского фронта, начальник штаба 56-й стрелковой дивизии.
Позже был назначен начальником тыла 55-й армии, а 7 апреля 1942 года — начальником штаба 55-й армии.
Начальник штаба 67-й армии (с 15.12.1943), начальник штаба 42-й армии (с 31.03.1944), начальник штаба 10-й гвардейской армии (с 4.04.1945), заместитель командующего 23-й армией (с 21.10.1945).
С начала 1946 года преподавал в Высшей военной академии имени К. Е. Ворошилова: старший преподаватель (с 22.01.1946), старший руководитель (с 26.07.1947), заместитель начальника кафедры оперативного искусства (с 15.04.1952), старший преподаватель и курсовой руководитель кафедры стратегии и оперативного искусства (с 28.09.1956), курсовой руководитель и старший преподаватель кафедры оперативного искусства (с 17.02.1958). Генерал-лейтенант (с 31.05.1954). 4 августа 1960 года ушёл в отставку.
Скончался 25 июля 1965 года. Похоронен в Москве на Новодевичьем кладбище. Там же похоронена его жена — Цветкова Наталия Васильевна (1901—1963).

## Награды
- Орден Ленина (21.02.1945)
- Три Ордена Красного Знамени (05.08.1944; 03.11.1944)
- Орден Кутузова I степени (21.02.1944) — за умелое и мужественное руководство боевыми операциями и за достигнутые в результате этих операций успехи в боях с немецко-фашистскими захватчиками
- Орден Богдана Хмельницкого II степени (28.08.1944)
- Орден Красной Звезды (22.02.1938)

- Юбилейная медаль «XX лет Рабоче-Крестьянской Красной Армии» (22.02.1938)
- Медаль «За оборону Ленинграда» (22.12.1942)